# 曾月利
曾月利（1955年7月4日—2015年10月26日），前新加坡 Metro 控股公司香港董事總經理，企業家和古董收藏家。

## 生平
童年時隨父親旅居東南亞，在台灣新竹市私立曙光女子高級中學完成中學教育程度後，被父親送往美國加州大學聖地牙哥分校就讀土木工程系。
1982-1994年間，她受新加坡工會主席鄺民剛之邀，擔任新加坡美羅集團旗下的一家亞太地區的投資公司￼￼「美坡南華控股公司」投資總經理以及中國業務董事總經理，該控股公司旗下有十七家公司在全球上市，其中有七家公司在中國大陸投資。在她任期間公司在中國創造高達六億美元的資產。￼￼1994年退休後，她以個人名義提供金融投資顧問服務。2015年10月26日病逝。

## 個人愛好
曾月利從小喜愛古董, 也在收藏古董興趣上結交許多好友, 如中國清朝貨幣錢幣學家布威納夫婦, 奉文堂陳淑貞, 和佛教鎏金銅造像大藏家新田棟一等。她一生的理想就是追求建立一個生活文物館，供愛好古董文物的人士分享。

## 中國藏傳佛像金銅造像藝術 簡金集
簡金集顧問委員